# San Asensio
San Asensio è un comune spagnolo di 1 265 abitanti situato nella comunità autonoma di La Rioja.